# 泛代数几何
代数几何中，泛代数几何将环上的几何推广到了任意簇上，每个代数都有自己的代数几何。注意不要混淆簇与代数簇。